# Hjernebark
 For alternative betydninger, se Cortex.
Hjernebarken (kortex, eller af og til cortex) er det yderste lag af storhjernen og lillehjernen hos højerestående dyr. Den indeholder blandt andet nervecellelegemer.
Den menneskelige hjernebark i storhjernen har mange dybe folder. Lillehjernens hjernebark har mange små folder i et nærmest fraktalt mønster. 
Sammen med basalganglierne udgør hjernebarken den grå substans.
Storhjernens hjernebark kan opdeles i:
- Frontal kortex.
- Occipital kortex.
- Parietal kortex.
- Temporal kortex.

Storhjernens bark hos mennesket er målt til at være omkring 2.7 millimeter tyk og til at have et udfladet areal på næsten 0,2 kvadratmeter.
Med hjerneskannere kan forskere studere tykkelsen af storhjernens bark og relatere den til andre mål. 
Et studie har for eksempel vist at tykkelsen har en vis forbindelse til intelligens.